# Kaskaskias
Pour les articles homonymes, voir Kaskaskia.

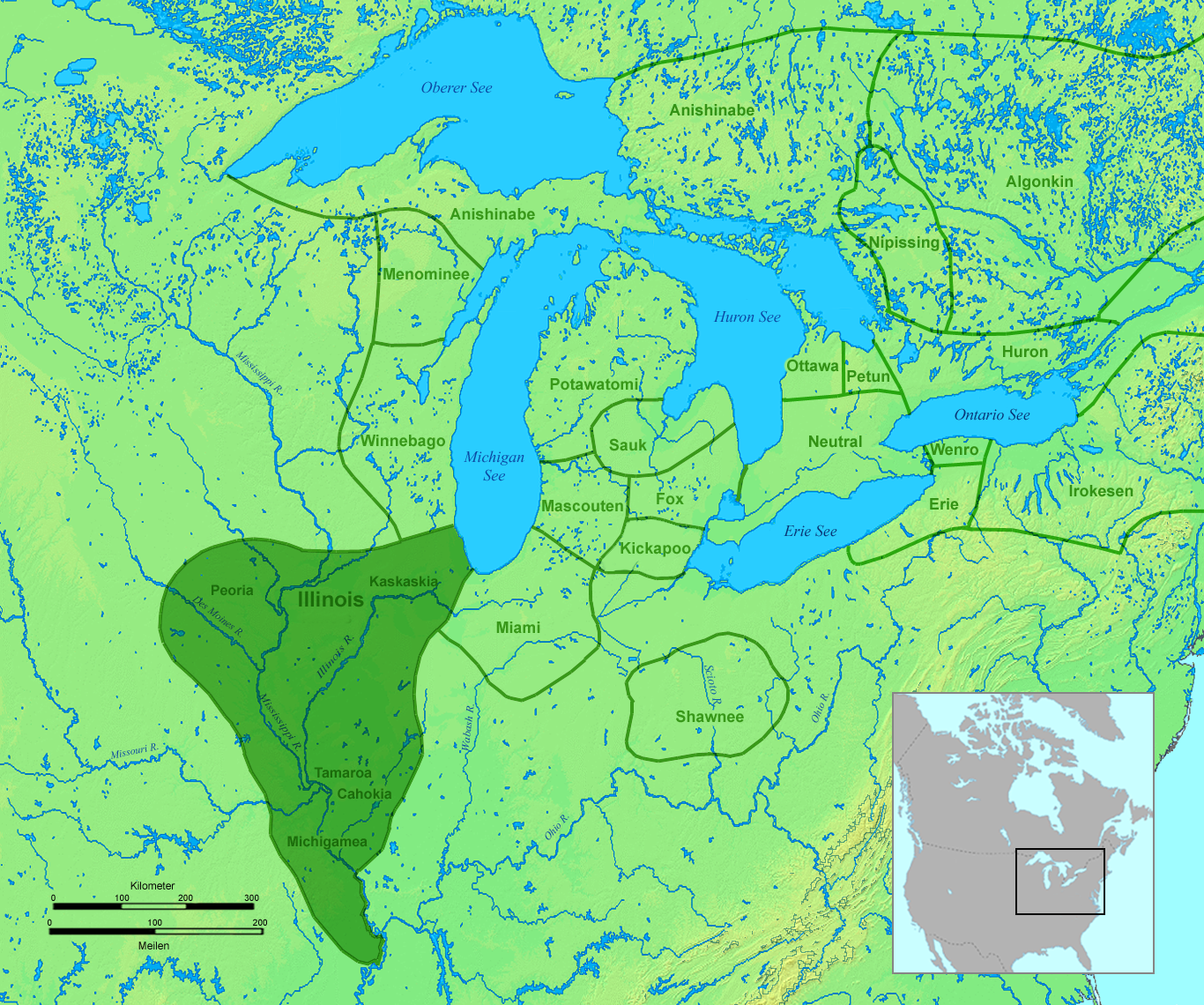
Territoire des Kaskaskias probablement avant les années 1700.

Les Kaskaskias sont un peuple amérindien de la région des Grands Lacs qui faisait partie de la Confédération des Illinois. En 1832, ils s'unissent aux Peorias et abandonnent leurs terres en échange d'une réserve au Kansas puis, en 1854, ils rejoignent les Weas et les Piankashaws pour former la Confédération peoria qui se voit attribuer une nouvelle réserve dans le territoire indien (actuel Oklahoma).